# Plecia dubia
Plecia dubia är en tvåvingeart som beskrevs av Edwards 1928. Plecia dubia ingår i släktet Plecia och familjen hårmyggor. Inga underarter finns listade i Catalogue of Life.